# Witbrauwzanger
De witbrauwzanger (Myiothlypis leucoblephara; synoniem: Basileuterus leucoblepharus) is een zangvogel uit de familie Parulidae (Amerikaanse zangers).

## Verspreiding en leefgebied
Deze soort telt 2 ondersoorten:
- M. l. leucoblephara: van zuidoostelijk Brazilië tot noordoostelijk Argentinië.
- M. l. lemurum: Uruguay.